# Талицкий, Василий Георгиевич
Василий Георгиевич Талицкий (род. 1945) — учёный-геолог, лауреат премии имени Н. С. Шатского (2006).

## Биография
Родился 10 сентября 1945 года в селе Hижнее Мальцево Рязанской области.
В 1976 году - окончил вечерний факультет Московского геологоразведочного института по специальности геология и разведка месторождений полезных ископаемых.
С 1976 года работает в лаборатории геотектоники и тектонофизики имени В. В. Белоусова при кафедре динамической геологии геологического факультета МГУ, старший научный сотрудник (1985).
В 1984 году - защитил кандидатскую диссертацию, тема: «Структурно-метаморфическое развитие и механизм образования Макбальского брахиантиклинория (Северный Тянь-Шань)» (научный руководитель профессор В. В. Белоусов).
В 1993 году - защитил докторскую диссертацию, тема: «Механизмы деформаций и структурообразование в неоднородной геологической среде».
В МГУ читает курс «Учение о структурных парагенезах», ведет практические занятия по курсам «Общая геология» и «Геотектоника», участвует в проведении учебной геологической практики в Крыму.

## Научная деятельность
Область научных интересов: геотектоника, экспериментальная тектоника, тектонофизика, структурная геология сложнодислоцированных толщ.
Автор более 60 научных трудов, среди них:
- Морфологические и генетические различия сланцеватости и кливажа горных пород (соавт.);
- Механизм образования кливажа в обломочных горных породах // Вестн МГУ, сер.4, геол., №1 (1989);
- Некоторые механизмы и следствия деформационных объемных эффектов в неоднородной среде // Геотектоника. №2 (1998);
- Структурные парагенезы как результат процессов самоорганизации в деформируемой геологической среде // Гекотектоника. №2 (1999).

## Награды
- Премия имени Н. С. Шатского (совместно с М. А. Гончаровым, Н. С. Фроловой, за 2006 год) — за монографию «Введение в тектонофизику»